# Polypedilum apfelbecki
Polypedilum apfelbecki är en tvåvingeart som först beskrevs av Gabriel Strobl 1900.  Polypedilum apfelbecki ingår i släktet Polypedilum och familjen fjädermyggor. Inga underarter finns listade i Catalogue of Life.